# Nová Role (stacja kolejowa)
Nová Role – stacja kolejowa w miejscowości Nová Role, w kraju karlowarskim, w Czechach. Znajduje się na wysokości 440 m n.p.m.
Jest zarządzana przez Správę železnic. Na stacji znajdują się kasy biletowe, na których istnieje możliwość zakupu biletów na wszystkie pociągi w tym międzynarodowe oraz rezerwacji miejsc.

## Linie kolejowe
- 142 Karlovy Vary dolní nádraží - Johanngeorgenstadt
- 144 Nová Role - Chodov - Loket - Krásný Jez